# Navel

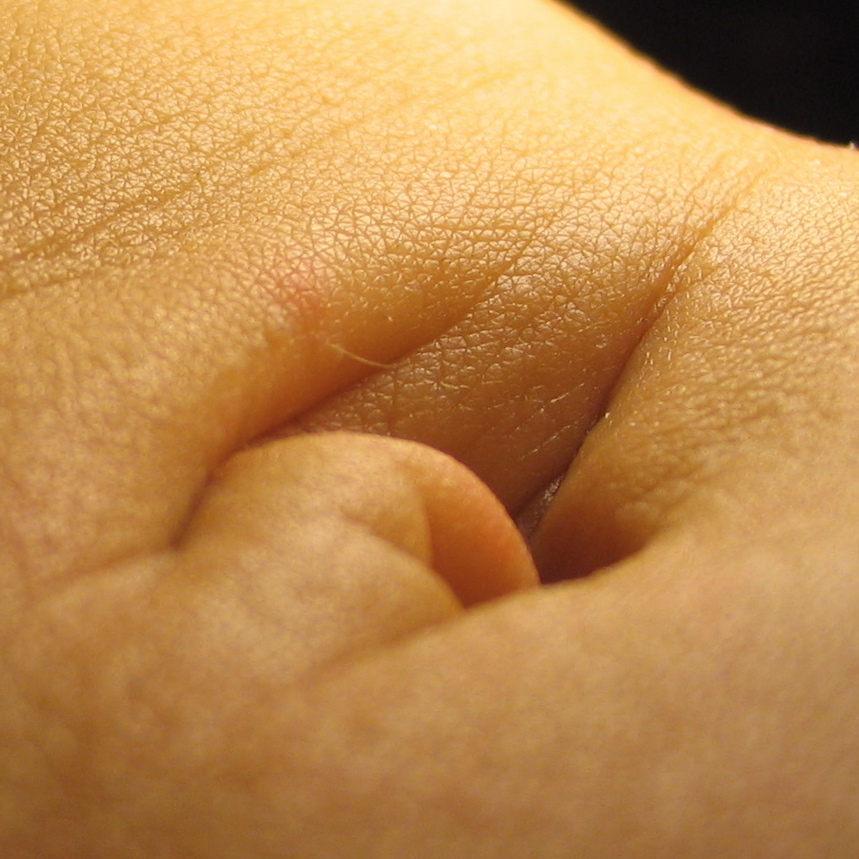
En navel.

Navel (latin umbilicus) är det ärr på det nyfödda barnets (däggdjursungens) mage som återstår efter att navelsträngen från moderkakan tagits bort. Denna är en, i varierande grad, insjunken bit hud. Om bukens muskler eller andra stödjevävnader är försvagade kan navelbråck bildas.